# Simulium hechti
Simulium hechti es una especie de insecto del género Simulium, familia Simuliidae, orden Diptera.
Fue descrita científicamente por Vargas, Martinez Palacios & Diaz Najera, 1946.